# Skriðutindar
Skriðutindar är en bergstopp i republiken Island. Den ligger i regionen Suðurland, 70 km öster om huvudstaden Reykjavík. Toppen på Skriðutindar är 888 meter över havet.
Trakten runt Skriðutindar är nära nog obefolkad, med mindre än två invånare per kvadratkilometer. Närmaste större samhälle är Laugarvatn, omkring 18 kilometer söder om Skriðutindar. Trakten runt Skriðutindar består i huvudsak av gräsmarker.